# Essam Charaf
Pour les articles homonymes, voir Charaf.
Essam Charaf ou Essam Sharaf (arabe : عصام شرف), né en 1952 à Gizeh, est un ingénieur et homme d'État égyptien, Premier ministre en 2011.

## Biographie
Ministre des Transports de 2004 à 2005 dans le premier gouvernement (ar) d'Ahmed Nazif sous la présidence de Hosni Moubarak, il marque son désaccord et démissionne de son poste de ministre.
Il participe aux manifestations place Tahrir au Caire pour demander le départ du président Moubarak et la formation un gouvernement de transition. Il est nommé Premier ministre le 3 mars 2011 et est chargé de former un nouveau cabinet par le Conseil suprême des forces armées (CSFA), au pouvoir depuis la chute du président Moubarak. Il forme son gouvernement le 7 mars.
Le 21 novembre 2011, il annonce sa démission qui est acceptée dès le lendemain par le CSFA. Le 24, Kamal Ganzouri est chargé de former un nouveau gouvernement.
Sa sœur meurt en 2023.